# Dictum de Acton
Se conoce como dictum de Acton a una célebre frase acuñada por el historiador católico británico John Emerich Edward Dalkberg Acton, más conocido como Lord Acton en 1887. En su redacción original decía:

Power tends to corrupt, and absolute power corrupts absolutely.

La frase se ha traducido de diversas formas:

El poder corrompe y el poder absoluto corrompe absolutamente.

O, más literalmente:

El poder tiende a corromper y el poder absoluto corrompe absolutamente.

La frase se suele utilizar para zanjar comentarios provocados por los casos de corrupción que se dan en instituciones o ámbitos políticos, religiosos, militares, patronales, sindicales, etc., comprobándose que el control del poder no existe o se encuentra maniatado por el miedo o por el interés.

## Contexto
El escritor del siglo XIX John Edward Emerich Dalkberg Acton, Lord Acton, fue un noble católico de madre alemana y padre inglés. Se formó en Alemania (no fue admitido en Cambridge  como estudiante a causa de su religión; posteriormente llegaría a ser Profesor Regio de Historia Moderna en dicha universidad) especializándose en Historia de la Iglesia y de las religiones. Católico de ideas liberales, se opuso a la proclamación del dogma de la infalibilidad pontificia en el Concilio Vaticano I, en el que intervino, sin conseguir que el dogma no fuese proclamado (consecuencia de ello fue el cisma de la que se denominaría Iglesia Católica Antigua). Pensador liberal dentro de la Iglesia católica, fue un defensor de las libertades políticas, sobre todo de la honradez de los historiadores a la hora de abordar los escándalos y abusos de la Iglesia a través de los siglos.
En este contexto, Lord Acton remitió una carta al obispo Mandell Creighton, autor de una monumental Historia del Papado, que no era contundente al juzgar la conducta de algunos papas. A esto Acton replicó:

No puedo aceptar su doctrina de que no debemos juzgar al Papa o al Rey como al resto de los hombres con la presunción favorable de que no hicieron ningún mal. Si hay alguna presunción es contra los ostentadores del poder, incrementándose a medida que lo hace el poder. La responsabilidad histórica tiene que completarse con la búsqueda de la responsabilidad legal. Todo poder tiende a corromper y el poder absoluto corrompe absolutamente. Los grandes hombres son casi siempre hombres malos, incluso cuando ejercen influencia y no autoridad: más aún cuando sancionas la tendencia o la certeza de la corrupción con la autoridad.